# Avenir
Avenir ist der Name einer Schriftart, die von Adrian Frutiger erstmals 1988 der Öffentlichkeit vorgestellt wurde.
Der Name Avenir (französisch avenir ‚Zukunft‘) ist eine Anspielung auf den Namen der Schriftart Futura (lateinisch futura ‚Zukunft‘). Dahinter steht der Gedanke, dass die durch die Futura inspirierte Avenir eine etwas menschlichere und gefälligere, da nicht so vollständig geometrisch konstruierte Futura sein sollte.

## Geschichte
Bei ihrer Erstveröffentlichung umfasste die Avenir-Schriftfamilie sechs Schriftschnitte, die mit der Zeit auf zwölf Schnitte erweitert wurden. Es gibt die Grundschnitte Light, Book, Roman, Medium, Heavy, Black in jeweils einer aufrechten und einer obliquen Ausprägung.
Um die Schriftfamilie Avenir umfassender im professionellen Bereich einsetzbar zu machen, überarbeitete Frutiger bis 2004 zusammen mit Akira Kobayashi (Schriftdesigner und Type Director bei Linotype) die Avenir-Familie und baute sie als Familie Avenir Next auf 24 Schriftschnitte aus. Zudem wurde zu jedem Schnitt ein passender Schnitt mit Kapitälchen (englisch small capitals) erstellt. Wesentliche Neuerung der Avenir Next gegenüber der ursprünglichen Avenir waren die Condensed-Schnitte, die es seither zu jeder Strichstärke gibt. Weiterhin entfiel mit der Avenir Next das Nummernsystem zur Schriftbenamung (z. B. Avenir 35 Light).

## Verwendung der Schrift (Beispiele)
- Für die Kampagne von François Hollande bei der Präsidentschaftswahl in Frankreich 2012 wurde das Motto LE CHANGEMENT — C’EST MAINTENANT in der Avenir Next gesetzt.[1]
- Amtliche Schriftart des Landes Hessen

Beispiele für die Verwendung der Avenir-Schriftsippe
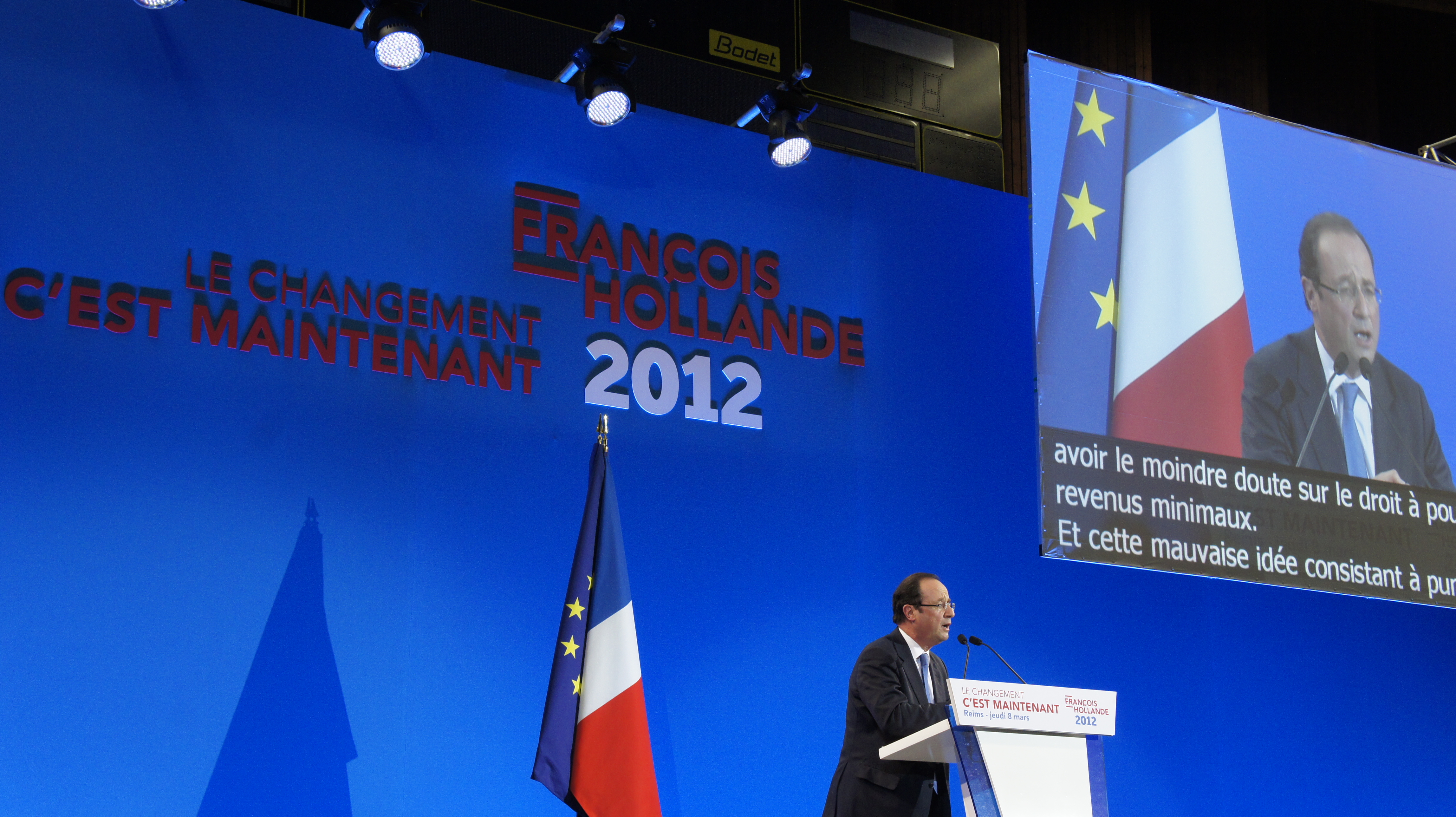
Hollande im Wahlkampf, im Hintergrund die politischen Credos gesetzt in der Avenir Next
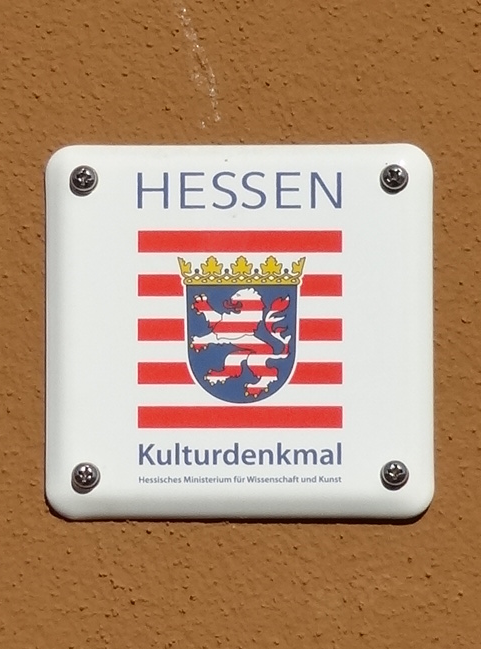
Das Land Hessen verwendet die Avenir auf amtlichen Schildern und Publikationen.
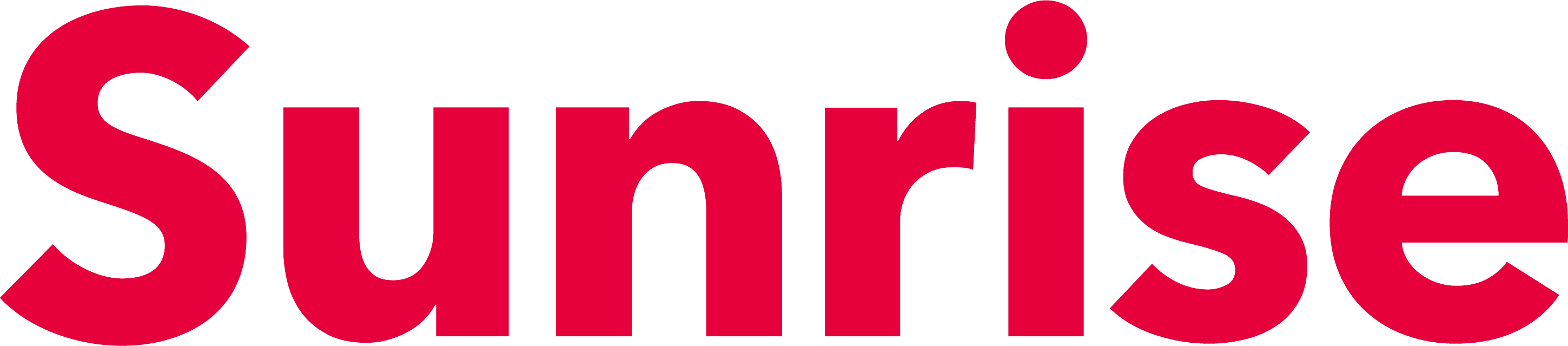
Der Schweizer Telekommunikationsanbieter Sunrise verwendet die Avenir Bold als Hausschrift.